# Agia Marina Skyllouras
Agia Marina Skyllouras (in greco Αγία Μαρίνα Σκυλλούρας?; in turco Gürpınar) è un villaggio di Cipro, situato de iure nel distretto di Nicosia. De facto, Agia Marina è sotto il controllo di Cipro del Nord, e appartiene al distretto di Lefkoşa. Agia Marina è uno dei quattro villaggi tradizionalmente maroniti di Cipro, gli altri tre essendo Asomatos, Kormakitis e Karpaseia. Sino alla metà degli anni 2010 il villaggio è stato usato come base militare.

## Geografia fisica
Il villaggio sorge ventiquattro chilometri a ovest della capitale Nicosia e quattro chilometri a sud-est di Dyo Podamoi/İkidere.

## Origini del nome
Il villaggio prese il nome da Marina il monaco, una santa cristiana della Siria bizantina.  Il nome del villaggio fu cambiato nel 1974 in Gürpınar, che in turco significa "sorgente potente".

## Monumenti e luoghi d'interesse

### Architetture religiose
Nel 2016 è iniziata la ricostruzione della moschea di Gürpınar, danneggiata dal terremoto del 1953.

### Altro
Su una collina vicina è stata eretta una statua di Kemal Atatürk, il fondatore della Turchia moderna.

## Società

### Evoluzione demografica
Durante il periodo coloniale britannico, il villaggio era a popolazione mista, essendo abitato da maroniti e turchi ciprioti. Tuttavia nel censimento ottomano del 1831, i cristiani (maroniti) costituivano gli unici abitanti del villaggio. Il secondo censimento britannico del 1891, tuttavia, mostra che i musulmani vivevano ancora nel villaggio, e la quota di popolazione dei maroniti era scesa al 70%. Nel censimento del 1960, tuttavia, la proporzione dei maroniti era salita all'85%. Molte fonti riferiscono che in questo villaggio c'erano anche numerosi matrimoni misti.
Nel 1963, Agia Marina aveva una popolazione mista che, secondo quanto riferito, comprendeva 375 maroniti e 65 turco-ciprioti. Nel gennaio 1964, durante la crisi di Cipro del 1963-64, i turco-ciprioti di Agia Marina fuggirono a Nicosia. Durante l'invasione turca di Cipro, tutti i maroniti si trasferirono nel sud dell'isola. Dal 1974 in poi, Agia Marina è stata utilizzata come campo militare turco, mentre ai suoi abitanti originali non è stato permesso di rientrare nel villaggio, nonostante le facilitazioni introdotte nel 2003 sulla circolazione intercomunitaria.
Entro marzo 2017, come riportato dal giornale turco-cipriota Yeniduzen, l'esercito turco ha iniziato a spostarsi fuori dal villaggio, apparentemente con lo scopo di consentire agli ex residenti di trasferirvisi, anche se non è stato fornito alcun calendario specifico per il reinsediamento. Il presidente della "società di solidarietà di Gurpinar (Ayia Marina)" Mehmet Hoca ha dichiarato che "la decisione è stata presa tre anni e mezzo fa dalle autorità turco-cipriote" per consentire agli abitanti del villaggio di "vivere insieme."

## Cultura

### Eventi
Nel villaggio viene organizzata regolarmente la festa dei funghi.